# María Teresa Andruetto
María Teresa Andruetto (née le 26 janvier 1954) est une autrice argentine. Elle a produit des poèmes, du théâtre et des romans autant pour la littérature jeunesse que pour les adultes. En 2012, elle a reçu le prix Hans-Christian-Andersen,.

## Biographie
Andruetto est née à Arroyo Cabral, en Argentine, de parents d'origine piémontaise (Italie). Elle passe son enfance dans la ville d'Olivia, en Córdoba. Elle travaille comme professeure à la fois en école primaire et secondaire. Elle a deux filles et vit à présent dans la région de Sierras (Córdoba).

## Travail/Écriture
Le travail de María Teresa Andruetto évoque principalement l'identité sociale, les répercussions de la dictature dans son pays et la sphère féminine. Ses livres, lus autant par les jeunes lecteurs et les adultes, brisent les barrières générationnelles. Elle a publié les romans Tama (Alción, 2003), La mujer en cuestión (DeBolsillo, 2009), et Lengua Madre (Mondadori, 2010), les nouvelles Stefano (Sudamericana, 2001), Veladuras (Norma, 2005), et La niña, el corazón y la casa (Sudamericana, 2001), le livre de contes Todo movimiento es cacería (Mondadori, 2012), les recueils de poèmes Palabras al rescoldo (1993), Pavese (1998), Kodak (2001), et Beatriz (2005) aux Ediciones Argos, Paves/Kodak (Del dock, 2008), Tendedero (CILC, 2010), et Sueño Americano (Caballo negro, 2009), ainsi que de nombreux livres pour les enfants et les jeunes lecteurs, tels que  El anillo encantado (1993), Huellas en la arena (1998), La mujer vampiro (2001), El País de Juan (2005), El árbol de lilas (2006), Trenes (2009), El incendio (2009), Campeón (2010), La durmiente (2010), Solgo (2011), et Miniaturas (2011). Impliquée pendant trente années dans le champ de la littérature jeunesse, elle a travaillé dans la formation de professeurs et a fondé des centres d'études et de conférences. Elle est professeure invitée dans de nombreux établissements spécialisés dans la formation de diplômés et post-diplômés et auteur invité dans des congrès, séminaires, expositions et conférences, à la fois dans son pays d'origine et à l'étranger.
Elle a reçu, de par son travail, le prix Luis de Tejeda en 1993, celui du Fondo Nacional de las Artes en 2002, et a été finaliste du prix Rómulo Gallegos en 2011 pour sa nouvelle Lengua Madre. Elle a aussi été citée sur la liste d'honneur du IBBY. Elle a rassemblé ses expériences en littérature et ateliers dans deux livres réalisés en collaboration, "La escritura en el taller" (Anaya, 2008) et El taller de escritura en la escuela (Comunicarte, 2010), et ses réflexions dans Hacia una literatura sin adjetivos (Comnuicarte, 2009). Son travail a inspiré les créations d'autres artistes, et elle a inspiré de nombreux travaux (livres d'artistes, courts-métrages, performances musicales et poétiques, chorégraphies, etc.) Des conteurs en Espagne et en Amérique Latine racontent ses histoires et ses livres et sont des sujets d'études dans les universités d'Argentine, d'Amérique et d'Europe.
Ses travaux n'ont pas encore été traduits en français, ce qui réduit son rayonnement dans la francophonie.
De 2019 à 2023, elle est sélectionnée cinq années d'affilée pour le prestigieux prix suédois, le Prix commémoratif Astrid-Lindgren.